# Budanje
Budanje este o localitate din comuna Ajdovščina, Slovenia, cu o populație de 813 locuitori.